# Makroklimat
Makroklimat – (potocznie zwane klimatem) jest kształtowany przez czynniki geograficzne takie jak: ogólna cyrkulacja atmosfery, szerokość geograficzną, wysokość nad poziomem morza, rzeźbę terenu, odległość od mórz i oceanów itp., i charakteryzowany na podstawie wieloletnich danych obserwacyjnych.